# 波苏布兰库
波苏布兰库是巴西北大河州的一个市镇。总面积230.37平方公里，总人口13596人，人口密度59人/平方公里。